# Abel Antón
Abel Antón Rodrigo (ur. 24 października 1962 w Ojuel) – hiszpański lekkoatleta specjalizujący się w biegach długodystansowych i maratońskich, czterokrotny uczestnik letnich igrzysk olimpijskich (Seul 1988, Barcelona 1992, Atlanta 1996, Sydney 2000), dwukrotny mistrz świata w maratonie z Aten (1997) oraz Sewilli (1999). Sukcesy odnosił również w biegach przełajowych.

## Sukcesy sportowe
- trzykrotny mistrz Hiszpanii w biegu na 5000 m – 1991, 1992, 1993
- mistrz Hiszpanii w biegu na 10 000 m – 1994[1]

| Rok  | Miasto        | Zawody                                    | Konkurencja                     | Wynik                     |
| ---- | ------------- | ----------------------------------------- | ------------------------------- | ------------------------- |
| 1987 | Rzym          | mistrzostwa świata                        | bieg na 5000 m                  | 14. miejsce               |
| 1989 | Haga          | halowe mistrzostwa Europy                 | bieg na 3000 m                  | srebrny medal             |
| 1990 | Aix-les-Bains | mistrzostwa świata w biegach przełajowych | bieg drużynowy                  | brązowy medal             |
| 1991 | Antwerpia     | mistrzostwa świata w biegach przełajowych | bieg drużynowy                  | brązowy medal             |
| 1992 | Hawana        | puchar świata                             | bieg na 5000 m                  | 4. miejsce                |
| 1992 | Barcelona     | letnie igrzyska olimpijskie               | bieg na 5000 m                  | 8. miejsce                |
| 1993 | Stuttgart     | mistrzostwa świata                        | bieg na 5000 m                  | 11. miejsce               |
| 1994 | Helsinki      | mistrzostwa Europy                        | bieg na 10 000 m bieg na 5000 m | złoty medal brązowy medal |
| 1996 | Berlin        | maraton berliński                         | bieg maratoński                 | 1. miejsce                |
| 1996 | Atlanta       | letnie igrzyska olimpijskie               | bieg na 10 000 m                | 13. miejsce               |
| 1997 | Ateny         | mistrzostwa świata                        | bieg maratoński                 | złoty medal               |
| 1998 | Londyn        | maraton londyński                         | bieg maratoński                 | 1. miejsce                |
| 1999 | Sewilla       | mistrzostwa świata                        | bieg maratoński                 | złoty medal               |
| 1999 | Londyn        | maraton londyński                         | bieg maratoński                 | 3. miejsce                |

## Rekordy życiowe
- bieg na 1500 metrów – 3:37,5 – Saragossa 17/09/1985
- bieg na 1500 metrów (hala) – 3:39,68 – Oviedo 01/03/1986
- bieg na 2000 metrów – 5:01,35 – Salamanka 20/06/1987
- bieg na 3000 metrów – 7:46,08 – Oslo 04/07/1987
- bieg na 3000 metrów (hala) – 7:51,88 – Haga 19/02/1989
- bieg na 5000 metrów – 13:15,17 – Berlin 30/08/1994
- bieg na 5 kilometrów – 14:00 – Soria 28/09/2001
- bieg na 10 000 metrów – 27:51,37 – Göteborg 05/08/1995
- półmaraton – 1:03:03 – Azpeitia 29/03/1998
- maraton – 2:07:57 – Londyn 26/04/1998